# Loren Avedon
Loren Rains Avedon, lepiej znany jako Loren Avedon (ur. 30 lipca 1962 w Los Angeles) – amerykański aktor, scenarzysta, producent filmowy, kaskader, zawodnik taekwondo.

## Życiorys

### Wczesne lata
Urodził się w Los Angeles jako syn reżyserki reklam telewizyjnych. Jego wujek Richard Avedon był znanym fotografem, który fotografował takie sławy jak Buster Keaton, Marian Anderson, Marilyn Monroe, Ezra Pound, Isak Dinesen, Dwight D. Eisenhower czy Andy Warhol. Przed kamery telewizyjne po raz pierwszy pojawił się w wieku pięciu lat, kiedy wystąpił w reklamie telewizyjnej dla mleka „Carnation Milk”. W 1980 ukończył Beverly Hills High School. Uczęszczał potem do szkoły sztuk walki Jun Chong Tae Kwon DO Studio w Los Angeles jako kickbokser. Zdobył piąty stopień czarnego pasa w taekwondo i siódmy dan w hapkido. Studiował aktorstwo z Billy Drago. Dorabiał także jako model.

### Kariera
W 1984 roku pojawił się jako wojownik w filmie przygodowym fantasy Szybcy i wściekli (Furious) u boku Simona Rhee i Petera Maloty, z którymi spotkał się ponownie rok później na planie dramatu sensacyjnego Wojownicy z Los Angeles (Los Angeles Streetfighter, 1985).
Producent filmowy Roy Horan zaproponował mu główną rolę Scotta Wylde'a (w zastępstwie za Jeana Claude’a Van Damme) w sequelu słynnego filmu akcji Coreya Yuena Bez odwrotu 2 (No Retreat, No Surrender 2: Raging Thunder, 1987) z Cynthią Rothrock w roli głównej. Film odniósł umiarkowany sukces, ale ostateczna walka z Matthiasem Huesem na końcu filmu okazała się być w tym czasie jedną z najlepszych, najbardziej realistycznych i brutalnych scen na ekranie, co otworzyło Huesowi drzwi do ekranowej kariery.
Loren także zagrał w kontynuacji filmu Bez odwrotu 3: Bracia krwi (No Retreat, No Surrender 3: Blood Brothers, 1990), który pomógł mu rozwinąć jego warsztat aktorski. Potem wystąpił jako tajny policjant w Królu kickboxerów (The King of the Kickboxers, 1990) z Billy Drago. Można go było dostrzec na małym ekranie w serialach telewizyjnych, m.in. Słoneczny patrol (Baywatch, 1992-93).
Otworzył Training Studio w Hillo na Hawajach.

## Filmografia

### Filmy fabularne
- 1984: Szybcy i wściekli (Furious) jako wojownik
- 1985: Wojownicy z Los Angeles (Los Angeles Streetfighter) jako członek gangu Chana
- 1987: Bez odwrotu 2 (No Retreat, No Surrender 2: Raging Thunder) jako Scott Wylde
- 1990: Król kickboxerów (The King of the Kickboxers) jako Jake Donahue
- 1990: Bez odwrotu 3: Bracia krwi (No Retreat, No Surrender 3: Blood Brothers) jako Will Alexander
- 1992: Duch walki (Fighting Spirit) jako David Carster
- 1994: Operacja złoty feniks (Operation Golden Phoenix) jako Ivan Jones
- 1995: Łowca trzeciego wymiaru (Virtual Combat) jako Parness
- 1996: Strefa ognia (Safety Zone) jako Cooper
- 1996: Carjack jako Nick
- 1998: Śmiertelny okup (Deadly Ransom) jako Max Lightener
- 2000: Manhattan Chase jako Jason
- 2000: Pazury tygrysa 3 (Tiger Claws III) jako Stryker
- 2001: Niewidzialne komando (The Silent Force) jako Frank Stevens
- 2002: The Circuit jako detektyw Sykes
- 2006: The Circuit 3: The Street Monk jako detektyw Sykes
- 2013: Into the Heat jako Dennis Wiggins
- 2015: Risk Factor jako Rick D’Angelo

### Seriale TV
- 1991: W żywym kolorze (In Living Color) jako kowboj
- 1992: Słoneczny patrol (Baywatch) jako królewski strażnik / terrorysta
- 1993: Słoneczny patrol (Baywatch) jako Michael Branson
- 1994: Grom w raju (Thunder in Paradise) jako Rock
- 1999: Stan wyjątkowy (Martial Law) jako Jack
- 2002: Tajne akcje CIA (The Agency) jako terrorysta
- 2003: Agentka o stu twarzach (Alias) jako człowiek umawiający się
- 2004: Agent w spódnicy (She Spies) jako
- 2005: Kości (Bones) jako strażnik
- 2007: 24 godziny (24) jako strażnik obozu
- 2008: Chuck jako rosyjski strażnik